# باشگاه فوتبال اینترسیتی
باشگاه فوتبال اینترسیتی (انگلیسی: CF Intercity) یک باشگاه فوتبال مستقر در آلیکانته، جنوب بخش خودمختار والنسیا، اسپانیا است که در حال حاضر در پریمرا فدراسیون، سومین سطح لیگ فوتبال در این کشور به فعالیت می‌پردازد. 